# Willy Dobbe
Willy Dobbe, nacida el 2 de enero de  1944, era una presentadora de la televisión holandesa de los años 70. Trabajó en la cadena TROS, principalmente como locutora, aunque también fue presentadora de programas como Zevensprong (que presentó junto a Jan Theys).
También trabajó en la cadena VPRO, donde participó en series como Het is weer zo laat! (serie de Wim T. Schippers donde muchas escenas eran grabadas en un pequeño jardín al aire libre). El 27 de noviembre de 1997, se inauguró en la ciudad de Olst un parque llamado Willy Dobbeplantsoen. Willy Dobbe estuvo en el día de la apertura de este parque junto con Wim T.Schippers. El parque estaba inspirado en la serie de televisión Het is weer zo laat!, basado en la idea de Wim. T. Schippers y diseñado por el escenógrafo Jaap de Groote.
En 1970 Willy Dobbe fue la encargada de presentar para toda Europa el Festival de la Canción de Eurovisión, celebrado ese año en Ámsterdam, Países Bajos. 